# Nomada yakushimensis
Nomada yakushimensis är en biart som beskrevs av Mitai, Ikudome och Osamu Tadauchi 2007. Nomada yakushimensis ingår i släktet gökbin, och familjen långtungebin. Inga underarter finns listade i Catalogue of Life.